# Gustavia
Gustavia er hovedstad og eneste by på øen Saint-Barthélemy (St. Barts), der udgør et fransk oversøisk kollektivitet i det østlige Caribien. Der bor godt 3 000 i Gustavia.
Gustavia er opkaldt efter den svenske konge Gustav III. Byen fik sit nuværende navn i 1784, da øen blev svensk. Det oprindelige franske navn var Carenage.
Gadenavnene i Gustavia er skiltet på svensk, mens alle officielle bykort har franske navne.
Der er få bygninger af historisk interesse i Gustavia på grund af en orkan med påfølgende bybrand i 1852. Den ældste bygning på øen er Sofia Magdalena kirketårnet fra 1799.
Svenskerne byggede tre forter rundt om havnen i Gustavia. Fort Oscar vogter fremdeles havnen ved La Pointe, men er lukket for offentligheden. Fort Gustav ved byporten kan besøges, men er en ruin, mens Fort Karl ikke eksisterer længere.

## Billedgalleri
- Restaurant Le Select i Østra Strandgatan.
- Byskilt fra Gustavia.
- Oversigtsbillede over Gustavia.

17°53′55″N 62°50′57″V / 17.8986°N 62.8492°V